# Нательное бельё в Древнем Риме

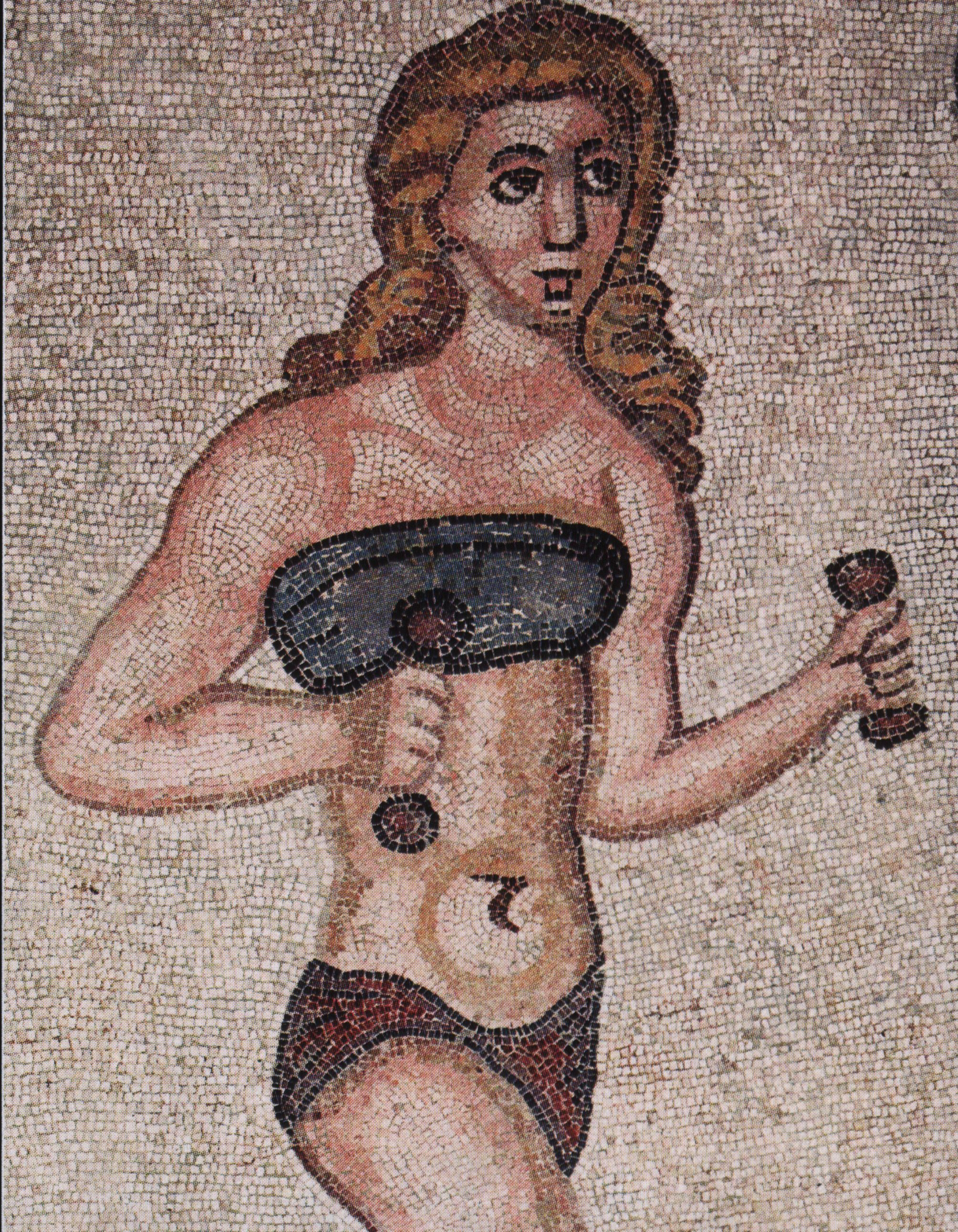
Женщина в нагрудной повязке fascia и сублигакуле

К нательному белью в Древнем Риме относились туника, нагрудные повязки, напоминающие современный бюстгалтер, и набедренные повязки.
Как мужчины, так и женщины с первого века н. э. часто надевали под верхнюю тунику ещё одну тунику.
Женская нижняя туника (лат. tunica subucula) с набедренной повязкой и повязкой на груди (лат. fascia) составляли нижнее бельё женщины. Фаския изготовлялась обычно из ткани, реже из кожи. В античных источниках нет точной информации, все ли женщины носили такую повязку.
Женщины носили для поддержки груди stophium — ленту несколько метров длиной, которую оборачивали вокруг груди. Изображение этой нагрудной повязки известно по многочисленным римским фрескам. Также известны по изображениям и находке из Британии своего рода «трусы» (лат. subligaculum), которые завязывались по сторонам лентами. Сублигакулы упоминаются также в британских табличках из Виндоланды.
Чулок римляне не знали. Охотники, крестьяне и солдаты часто повязывали ступни, бёдра и голени повязками (лат. tibialia) из льна или шерсти, чтобы защититься от холода, среди городских жителей такой обычай был мало распространён. В I и II веках ношение брюк считалось варварским обычаем.
Мужчины носили тунику под тогой, первоначально, однако, под тогой носили только набедренную повязку. Уже во II веке до н. э. мужчины стали надевать под тунику ещё одну рубашку (лат. tunica interior или subucula) из шерсти. Рубашки из льна стали носить лишь в IV веке.
Об императоре Октавиане Августе известно, что он носил зимой в дополнение к портянкам tibialia также и feminalia, брюки, которые достигали колен, для того, чтобы защититься от холода.